# رانجيت سينغ

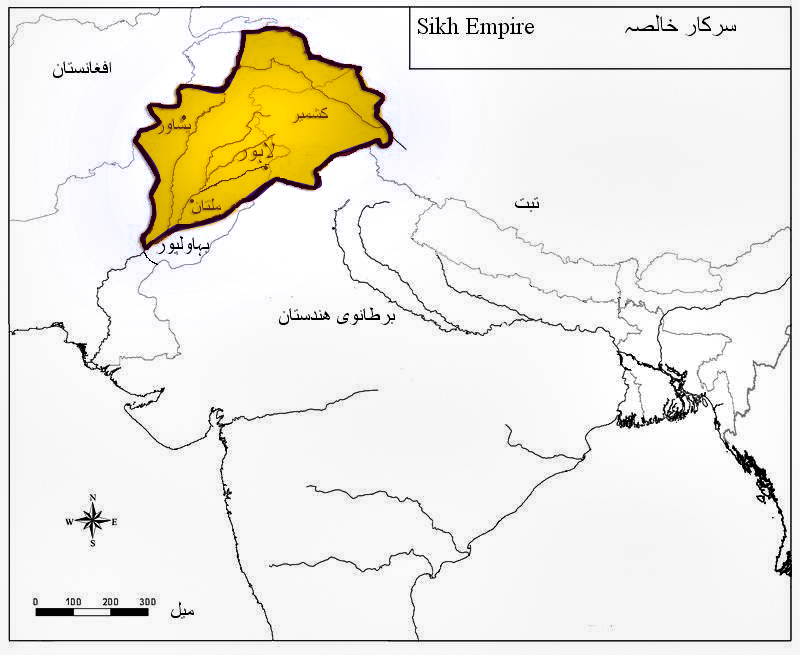
دولة السيخ تحت حكم سينغ

المهراجا رانجيت سينغ (1780 -1839)  هو زعيم إمبراطورية السيخ التي حكمت شمال غرب شبه القارة الهندية في النصف الأول من القرن التاسع عشر. نجا من وباء الجدري الذي أصابه وهو رضيع ولكنه فقد البصر في عينه اليسرى. خاض معركته الأولى إلى جانب مع والده في سن العاشرة. خاض عدة حروب لطرد الأفغان في سنوات مراهقته بعد وفاة والده، وأعلن أنه «مهراجا البنجاب» في سن الحادية والعشرين. نمت إمبراطوريته في منطقة البنجاب تحت قيادته حتى وفاته عام 1839.
كان منطقة البنجاب مكونة من عدة تحالفات متحاربة قبل ارتقائه العرش، كان اثنا عشر تحالفا منها تحت حكم السيخ وواحدة تحت حكم ملك مسلم. نجح رانجيت سينغ في توحيد تحالفات السيخ تحت إمرته واستولى على الممالك المحلية الأخرى ليصنع إمبراطورية السيخ. هزم رانجيت سينغ عدة الغزوات قام بها الملوك المسلمين في أفغانستان وأقام علاقات ودية مع البريطانيين.
أدخل رانجيت سينغ عدة إصلاحات وتحديثات واستثمارات في البنية التحتية والثروة العامة. كان جيشه وحكومته يضمان السيخ والهندوس والمسلمين والأوروبيين. ويشمل إرثه فترة من النهضة الثقافية والفنية في تراث السيخ، بما في ذلك إعادة بناء هارمندير صاحب في أمريتسار وكذلك الغوردوارا (معابد السيخ) الرئيسية الأخرى، بما في ذلك تخت سري باتنا صاحب في بيهار وحضور صاحب ناندد في ماهاراشترا. كان يعرف بين العامة بلقب شير إي بنجاب، أو «أسد البنجاب».
وبعد موته خلفه ابنه مهراجا كهرك سينغ.

## الإرث

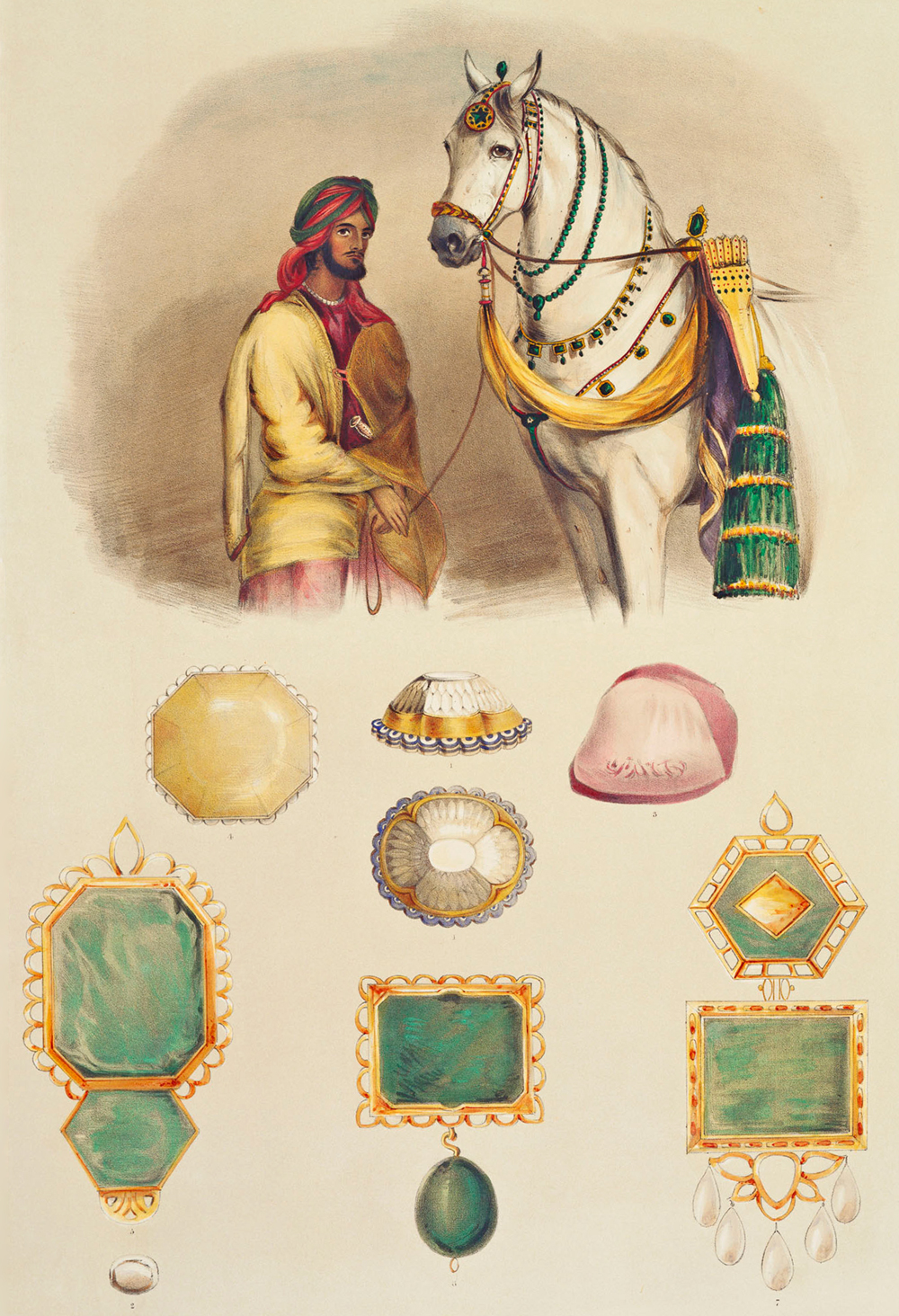
طباعة حجرية من إميلي إيدن تظهر إحدى الخيول المفضلة للمهراجا رانجيت سينغ ومجموعة من مجوهراته، بما في ذلك كوهينور

يذكر رانجيت سينغ بأنه وحد السيخ وأسس الإمبراطورية السيخ المزدهرة. كما أنه يذكر بغزواته وبنائه جيش خالسا حسن التدريب والمكتفي ذاتيا لحماية الإمبراطورية. وقد جمع ثروة كبيرة، بما في ذلك حيازته ماسة كوهينور من شجاع شاه الدراني من أفغانستان، والتي تركها لمعبد جاغاناث في بوري في أوديشا في عام 1839.

### الغورودوارا
قد يعتبر أهم إرث لسينغ هو ترميم وتوسيع معبد هارماندير صاحب، أكثر غوردوارا تبجيلا لدى السيخ، والذي يعرف الآن بين الناس باسم «المعبد الذهبي». تم معظم الزينة الحالية التي كانت على شكل ذهب ورخام تم تقديمها برعاية سينغ، الذي مول أيضا بناء الجدران الحامية ونظام إمدادات المياه لتعزيز أمن ورفاهية في المعبد. كما أمر أيضا ببناء معبدين مقدسين للسيخ، كونها مسقط رأس ومكان اغتيال الجورو غوبيند سينغ – تخت سري باتنا صاحب وتخت سري هازور صاحب، على التوالي.

### النصب التذكارية والمتاحف
- سمادهي رانجيت سينغ في لاهور في المكان الذي تم فيه حرق جثة سينغ، وأربعة من ملكاته وسبعة من محظياتة التي انتحرن في طقوس الساتي.[18][19]
- في 20 أغسطس 2003، تم تثبيت تمثال برونزي يبلغ طوله 22 قدما لسينغ في برلمان الهند.[20]
- متحف في رام باغ في أمريتسار يحتوي على الأشياء المتعلقة بسينغ، بما في ذلك الأسلحة والدروع واللوحات والنقود المعدنية والمخطوطات والمجوهرات. قضى سينغ أغلب وقته في القصر الذي يقع فيه المتحف حاليا، حيث بنيت حديقة في عام 1818.[21]

## روابط خارجية
- رانجيت سينغ على موقع الموسوعة البريطانية (الإنجليزية)